# Stefan Altmeyer
Stefan Altmeyer (* 14. Januar 1976 in Wadern) ist ein deutscher römisch-katholischer Theologe.

## Leben
Nach dem Abitur 1995 am Hochwaldgymnasium Wadern leistete er von 1995 bis 1996 den Zivildienst, bei den Therapeutischen Bauernhöfen Wadern-Nunkirchen. Von 1996 bis 2001 studierte er katholische Religionslehre, Mathematik und Erziehungswissenschaften (1. Staatsexamen SI+II) an der Rheinischen Friedrich-Wilhelms-Universität Bonn. Von 1998 bis 2001 war er studentische Hilfskraft am Seminar für Religionspädagogik in Bonn bei Gottfried Bitter. Von 1999 bis 2005 war er Stipendiat der Grund- und Graduiertenförderung der Bischöflichen Studienförderung Cusanuswerk. Von 2002 bis 2005 war er Promotionsstudent der Katholischen Theologie an der Universität Bonn (Tag der mündlichen Prüfung 8. Juni 2005). Von 2002 bis 2004 war er wissenschaftliche Hilfskraft am Seminar für Religionspädagogik, Universität Bonn bei Joachim Theis. Von 2004 bis 2005 hatte Altmeyer Lehraufträge am Fachbereich Katholische Theologie an der Universität Siegen. Seit 2005 war er wissenschaftlicher Mitarbeiter am Seminar für Religionspädagogik der Universität Bonn bei Reinhold Boschki. Seit 2005 lehrte er am Institut für Katholische Theologie der Universität zu Köln (Lehramtsausbildung für alle Lehrämter). Von 2006 bis 2008 war er nebenberuflich Religionslehrer am Beethoven-Gymnasium Bonn. Seit 2007 machte er eine hochschuldidaktische Weiterbildung (2009: Zertifikat Hochschuldidaktik). Von 2008 bis 2014 war er Mitglied im Vorstand der AKRK (Arbeitsgemeinschaft Katholische Religionspädagogik und Katechetik). Seit 2008 ist er Mitglied des ISREV (International Seminar on Religious Education and Values). Seit 2008 ist er Mitglied im Editorial Advisory Board der Zeitschrift Religious Education Journal of Australia (REJA). Nach der Habilitation lehrt er ab 2016 als Professor für Religionspädagogik, Katechetik und Fachdidaktik Religion an der Katholisch-Theologischen Fakultät der Johannes Gutenberg-Universität Mainz.

## Werke (Auswahl)
- Von der Wahrnehmung zum Ausdruck. Zur ästhetischen Dimension von Glauben und Lernen (= Praktische Theologie heute. Band 78). Kohlhammer, Stuttgart 2006, ISBN 3-17-019116-0 (zugleich Dissertation, Bonn 2005).
- Fremdsprache Religion? Sprachempirische Studien im Kontext religiöser Bildung (= Praktische Theologie heute. Band 114). Kohlhammer, Stuttgart 2011, ISBN 978-3-17-021834-5 (zugleich Habilitationsschrift, Bonn 2010).